# Sladenia shaefersi
Espèce
Sladenia shaefersi est une espèce de  poisson abyssal benthique de la famille des lophiidés.

## Habitat et répartition
Sladenia shaefersi se rencontre dans l'Atlantique Ouest à une profondeur comprise entre 900 et 1 200 m.

## Description
La taille maximale connue pour Sladenia shaefersi est de 397 mm.

## Étymologie
Son nom spécifique, shaefersi, lui a été donné en l'honneur d'Edward Shaefers, chef de la Exploratory Fisching and Gear Research Branch of the Bureau of Commercial Fisheries, en reconnaissance de sa contribution à la connaissance des sciences marines.

## Publication originale
- (en) Caruso & Bullis, 1976 : A review of the lophiid angler fish genus Sladenia with a description of a new species from the Caribbean Sea. Bulletin of Marine Science, vol. 26, n. 1, p. 59-64[4] (texte intégral).